# Vera Cruz (Rio Grande do Sul)
Vera Cruz – miasto i gmina w Brazylii, w stanie Rio Grande do Sul. Znajduje się w mezoregionie Centro Oriental Rio-Grandense i mikroregionie Santa Cruz do Sul.